# 石橋美佳
石橋 美佳（いしばし みか、8月25日 - ）は、日本の女性声優。フリー。広島県出身。

## 略歴
声優になろうと思ったきっかけは高校卒業時、専門学校か大学かで迷っていたところ、偶然声優学校の案内を見かけたという。それまでは声優に興味があったわけではなく石橋曰く直感だったという。
フリーアトム5期生。
以前はブリングアップ、ぐるーぷ・インパクト、青二プロダクション（2012年7月 - 2017年）に所属していた。
以前は劇団アルターエゴの劇団員でもあった

## 人物
方言は大阪弁、広島弁。
趣味は散歩、バイオリン演奏、音楽鑑賞。
資格・免許は普通自動車免許。

## 出演

### テレビアニメ
太字はメインキャラクター。
1996年
- 水色時代（生徒）
- るろうに剣心 -明治剣客浪漫譚-（1996年 - 1997年、村人、新太）

1997年
- ケロケロちゃいむ（ねむねむツムリ）

1999年
- ビーストウォーズネオ 超生命体トランスフォーマー（スタンピー）
- ビックリマン2000（フラレジョーズ、エコ）
- メダロット（ペッパーキャット、副会長、司会者、マサムネ、女子高生、生徒）

2000年
- メダロット魂（ペッパーキャット、少年A、小学生A、アナウンサー、ファンシーロール）
- 遊☆戯☆王デュエルモンスターズ（トム、クリボー、ハーピィ・レディ、ファニーラビット、絽場の弟2、バリー・ジンジャー、デュエリスト、少年、少年A、黒服、子供、乳母、女子生徒、客、子供）

2001年
- 破壊魔定光（女生徒）

2002年
- 真・女神転生Dチルドレン ライト&ダーク（ジン回想、兄、子供）
- テニスの王子様（子供A）
- 満月をさがして（おばさんたち）
- ホイッスル!（山口杉太、女生徒）
- ボンバーマンジェッターズ（小学生アイン）

2003年
- それいけ!アンパンマン（2003年 - 2005年、タマゴサンドぼうや〈2代目〉、赤クレヨンマン）

2004年
- 吟遊黙示録マイネリーベ（幼いエド）
- こちら葛飾区亀有公園前派出所（マンボ、トモ）
- 遊☆戯☆王デュエルモンスターズGX（ハネクリボー、ファラオ、五階堂宝山、リック）

2005年
- おねがいマイメロディ（谷口雅也、柊すずか）
- 銀牙伝説WEED（仔犬）
- capeta（サルッキー〈ラインハルトIII世〉、クニミツ）
- シュガシュガルーン（仲間礼司）
- 涼風（ゴロちゃん 他）

2006年
- 妖怪人間ベム（2006年版）（Pちゃん）

2007年
- 鋼鉄神ジーグ（おばちゃん、女友達）
- 人造昆虫カブトボーグ V×V（サダコ、ケンの母 他）

2008年
- おねがい♪マイメロディ きららっ★（コッコさん）
- 遊☆戯☆王5D's（クリボン、アキの母、みっちゃん、女性看守 他）

2009年
- エリアス ちいさなレスキューせん（ガル）
- ジュエルペット（ハーライト先生、おばあちゃん）
- U.H.O.フューチャーレスキュー2061（モモノ司令）

2010年
- ジュエルペット てぃんくる☆（ハーライト先生）

2011年
- クッキンアイドル アイ!マイ!まいん!（2011年 - 2012年、オーちゃん、おばさん、海山田のファン、中堅）
- 夏目友人帳 参（男子生徒）
- 遊☆戯☆王ZEXAL（クリボルト）

2012年
- ONE PIECE エピソードオブルフィ 〜ハンドアイランドの冒険〜（楽器店夫人）

2013年
- ONE PIECE（母親）
- 遊☆戯☆王ZEXAL II（虹クリボー）

### 劇場アニメ
- るろうに剣心 -明治剣客浪漫譚- 維新志士への鎮魂歌（1997年）
- 遊☆戯☆王デュエルモンスターズ 光のピラミッド（2004年、デュエリストB、クリボー）
- ピアノの森（2007年）
- 10thアニバーサリー 劇場版 遊☆戯☆王 〜超融合!時空を越えた絆〜（2010年、ファラオ、クリボー）
- 星を追う子ども（2011年、村人）

### OVA
- るろうに剣心 -明治剣客浪漫譚- 星霜編（2001年）
- カクレンボ（2005年、タチジ）

### ゲーム
- 遊☆戯☆王デュエルモンスターズGX タッグフォース（2006年）
- 遊☆戯☆王デュエルモンスターズGX タッグフォース2（2007年、一般男子生徒）
- 遊☆戯☆王デュエルモンスターズGX タッグフォース3（2008年、一般男子生徒）

### 舞台
- 舞台「ケンコー全裸系水泳部 ウミショー」（2007年） - おもしろザル 役
- 憧れのスーザン・ボイル様～ママさんコーラス奮闘記～（2009年）

### その他
- ビーストウォーズ情報テレホン（偵察員スタンピー）